# Fliegerstaffel 1

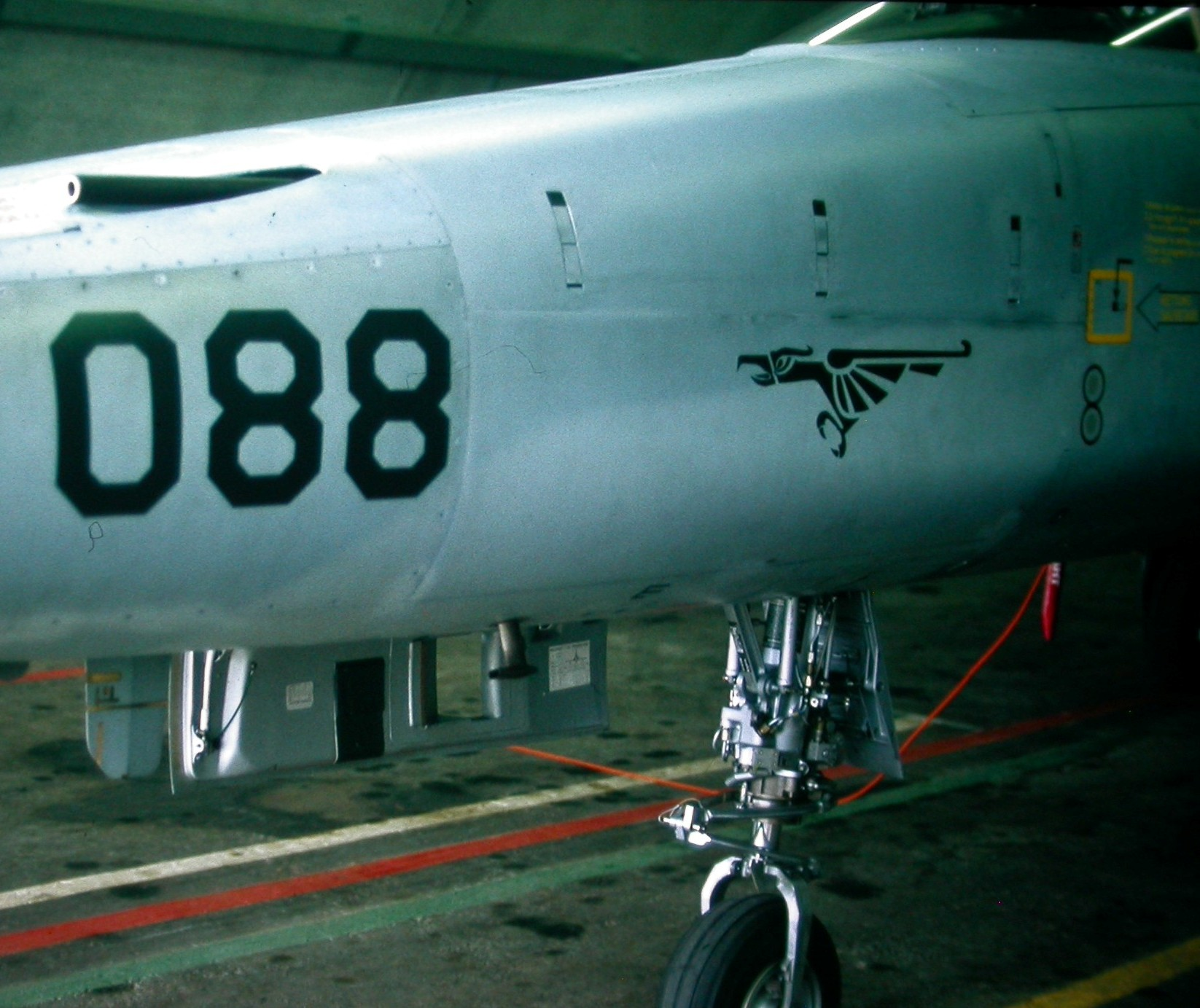
Staffel 1 Emblem auf F-5E Tiger II mit der Nummer J-3088; auf den Flugzeugen erschien jeweils nur der Vogel Rokh, ohne roten Hintergrund.

Die Fliegerstaffel 1 war eine zuletzt mit Kampfflugzeugen F-5 Tiger ausgerüstete Fliegerstaffel der Schweizer Luftwaffe mit Berufsmilitärpiloten, die zum Überwachungsgeschwader gehörten. Ihre Kriegsbasis bei der Auflösung war der Militärflugplatz Turtmann. Die Fliegerstaffel 1 trug als Wappen die Seitenansicht eines stilisierten Vogel Rokh auf schildförmigem rotem Grund mit der weissen Ziffer 1 im Hintergrund.

## Geschichte

### Anfangsjahre
Ein erster Vorläufer wurde im Jahr 1913 als Pionierkompanie 1 aufgestellt. Die damalige Kriegstechnische Abteilung (KTA) mietete zu Versuchs- und Evaluierungszwecken einige Maschinen aus Privatbesitz an, so z. B. eine Blériot XI im Besitz von Oskar Bider. Bei Ausbruch des Ersten Weltkrieges besassen die nunmehr als Militärfliegerabteilung 1 bezeichneten Fliegertruppen kein einziges eigenes Flugzeug. Importe aus dem Ausland waren aufgrund der Kriegshandlungen nicht mehr möglich. Der erste Kommandant der Fliegertruppen, Hptm Theodor Real, musste deshalb Flugzeuge aus Privatbesitz requirieren. Das erste echte Kampfflugzeug war eine 1916 in Bettlach notgelandete und internierte Fokker D.II der deutschen Luftstreitkräfte. 1917 konnte aus Frankreich fünf Flugzeuge des Typs Nieuport 23 beschafft werden, die bis 1921 im Einsatz blieben. Ab 1920 wurden insgesamt 27 gebrauchte Fokker D.VII gekauft, welche zusammen mit den in der Schweiz entwickelten und gebauten Häfeli DH-5 den Grundstock zum Aufbau der ersten beiden Fliegerkompanien bildeten.

### Entwicklung ab 1924
Im Jahr 1924 erfolgte die Aufstellung Fliegerkompanie 1, und der Flugbetrieb begann mit den Modellen Häfeli DH-5 und Fokker D-VII ab den Flugfeldern Luzern, Payerne, Seedorf und La Chaux-de-Fonds.
Im Jahr 1933 kam der Flugzeugtyp Fokker CV dazu, die Umschulung auf die C-3603 begann 1942.
Die Umbenennung in Fliegerstaffel 1 erfolgte 1945, doch bereits 1946, mit dem Umzug nach Payerne änderte sich der Namen in die französische Bezeichnung Escadrille 1 und der Flugzeugtyp Morane D-3800 kam zum Einsatz. Von 1951 bis 1959 setzte die Escadrille 1 das erste Strahlflugzeug ein, die De Havilland DH.100 Vampire, dies ab dem Militärflugplatz Payerne.
Im Jahr 1955 erfolgte die Rückkehr nach Dübendorf und die Namensänderung zurück auf Fliegerstaffel 1. Zwischen dem Haupteingang des Militärflugplatzes Dübendorf und der Bushaltestelle Richtung Wangen steht ein Denkmal mit dem Staffelemblem der Fliegerstaffel 1, dem Vogel Rokh.
Im Jahr 1959 erfolgte die Umschulung auf den Hawker Hunter auf dem Kriegsflugplatz Raron, wo der Flugbetrieb ab der Flugzeugkaverne erfolgte. Die Fliegerstaffel 1 wurde dazu auserkoren, die Hawker Hunter im Formationsflug der Öffentlichkeit vorzuführen. Bis 1964 zeigte das Formationsteam der Fliegerstaffel 1 mehr und mehr Vorführungen. Das Team bestand zu jenem Zeitpunkt aus Hptm Brunold, Oblt Pellanda, Lt Spychiger und Adj Uof Brülhart. Das Kunstflugteam der Staffel l wurde 1964 anlässlich der Expo 64 zur Patrouille Suisse umbenannt. Die Fliegerstaffel 1 selbst existierte aber mit ihren militärischen Aufgaben weiter.
1981 erfolgte die Umschulung auf den Tiger F-5 und der Umzug auf den Militärflugplatz Turtmann, wo ebenfalls eine Kaverne für Flugbetrieb bestand. Im Jahr 2003 war der letzte WK in Turtmann. Mit Beendigung des WKs 2003 wurde der Militärflugplatz Turtmann stillgelegt und später die Pisten, Unterstände und Rollwege rückgebaut. Die Kaverne diente danach zur Lagerung alter M113 Schützenpanzer. Die Fliegerstaffel 1 wurde aufgelöst.

## Flugzeuge

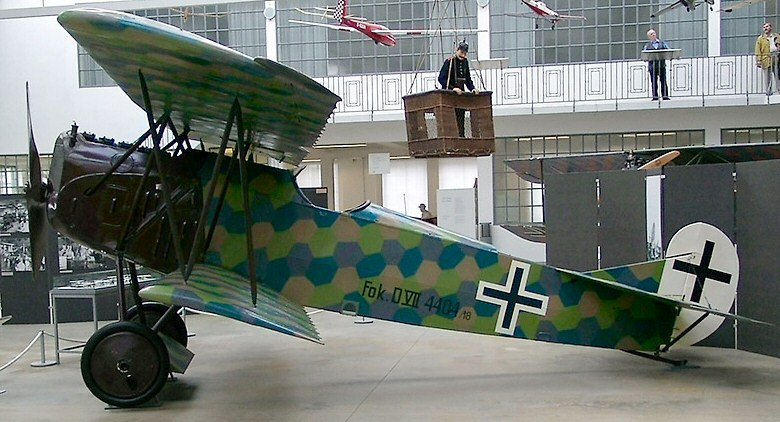
Fokker D-VII
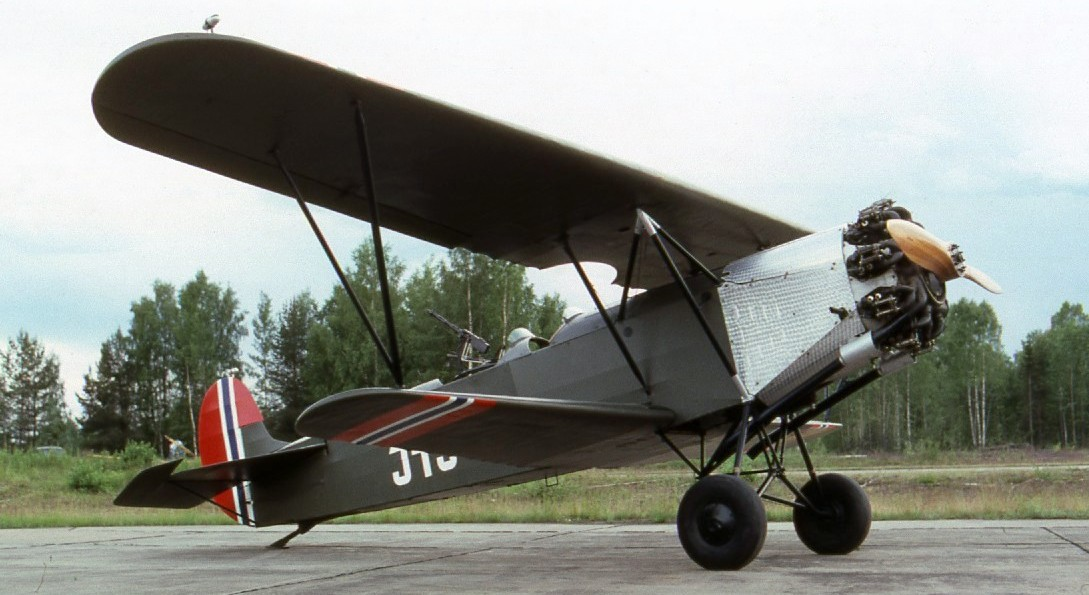
Fokker CV
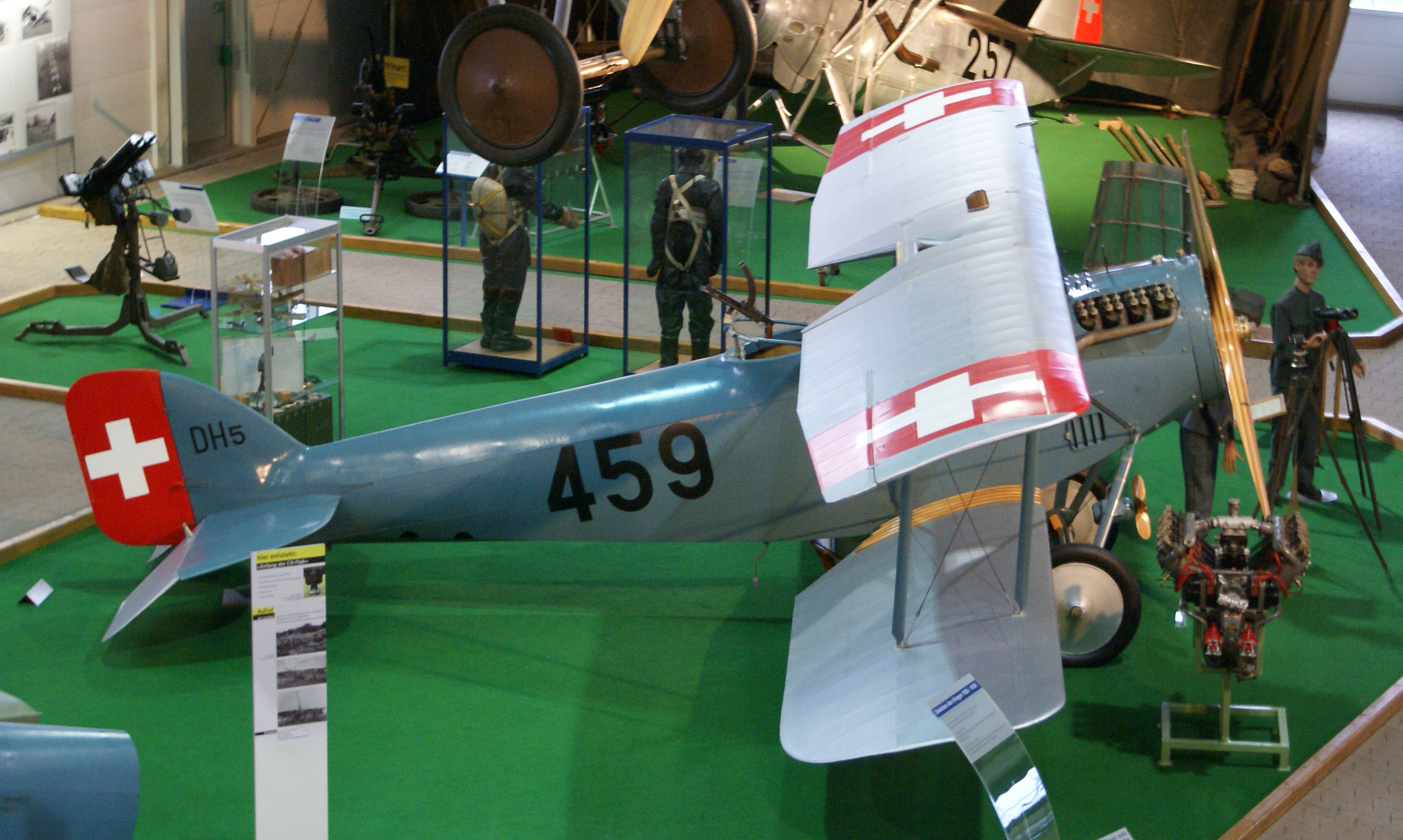
Häfeli DH-5
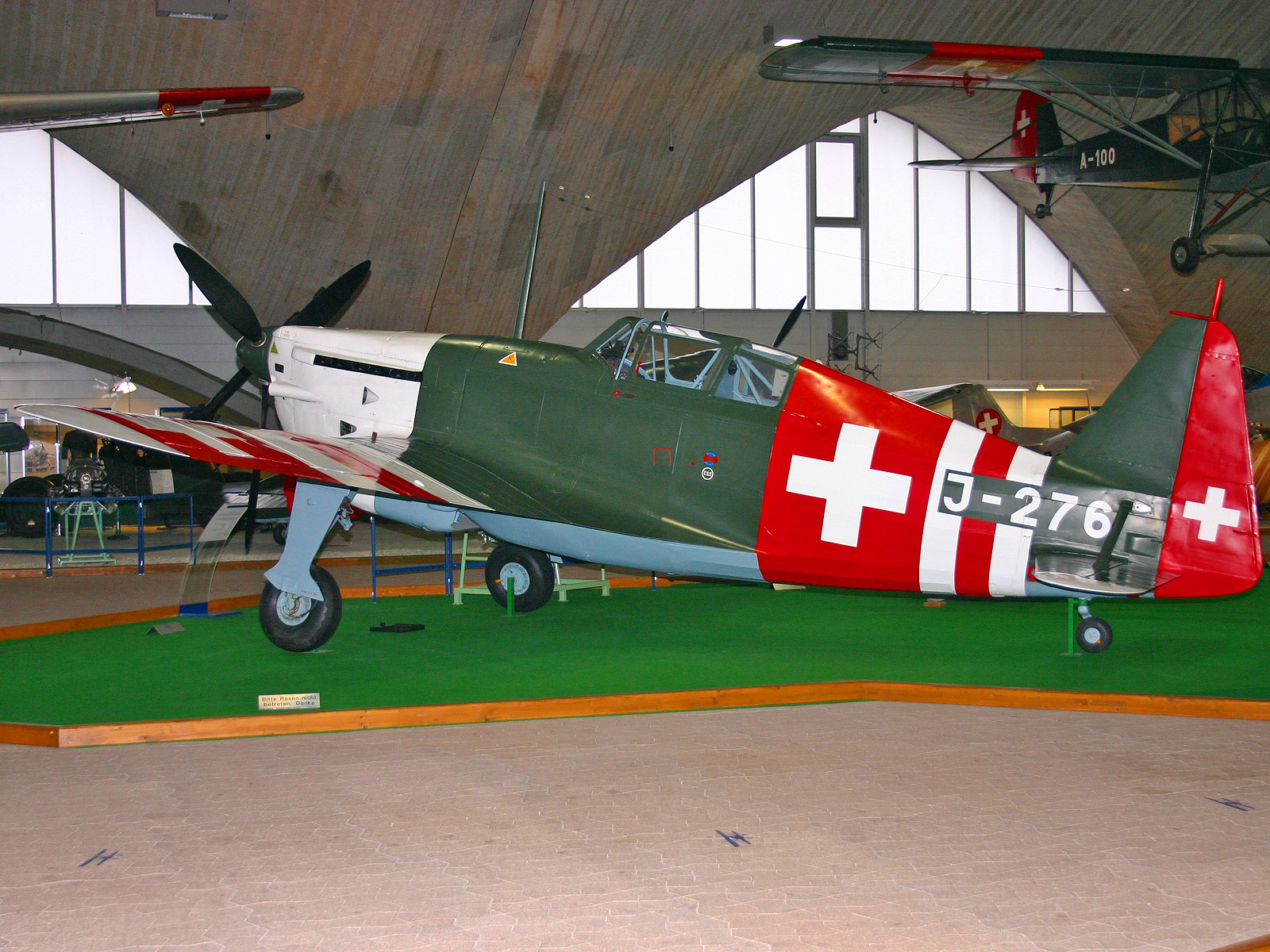
Morane D-3800
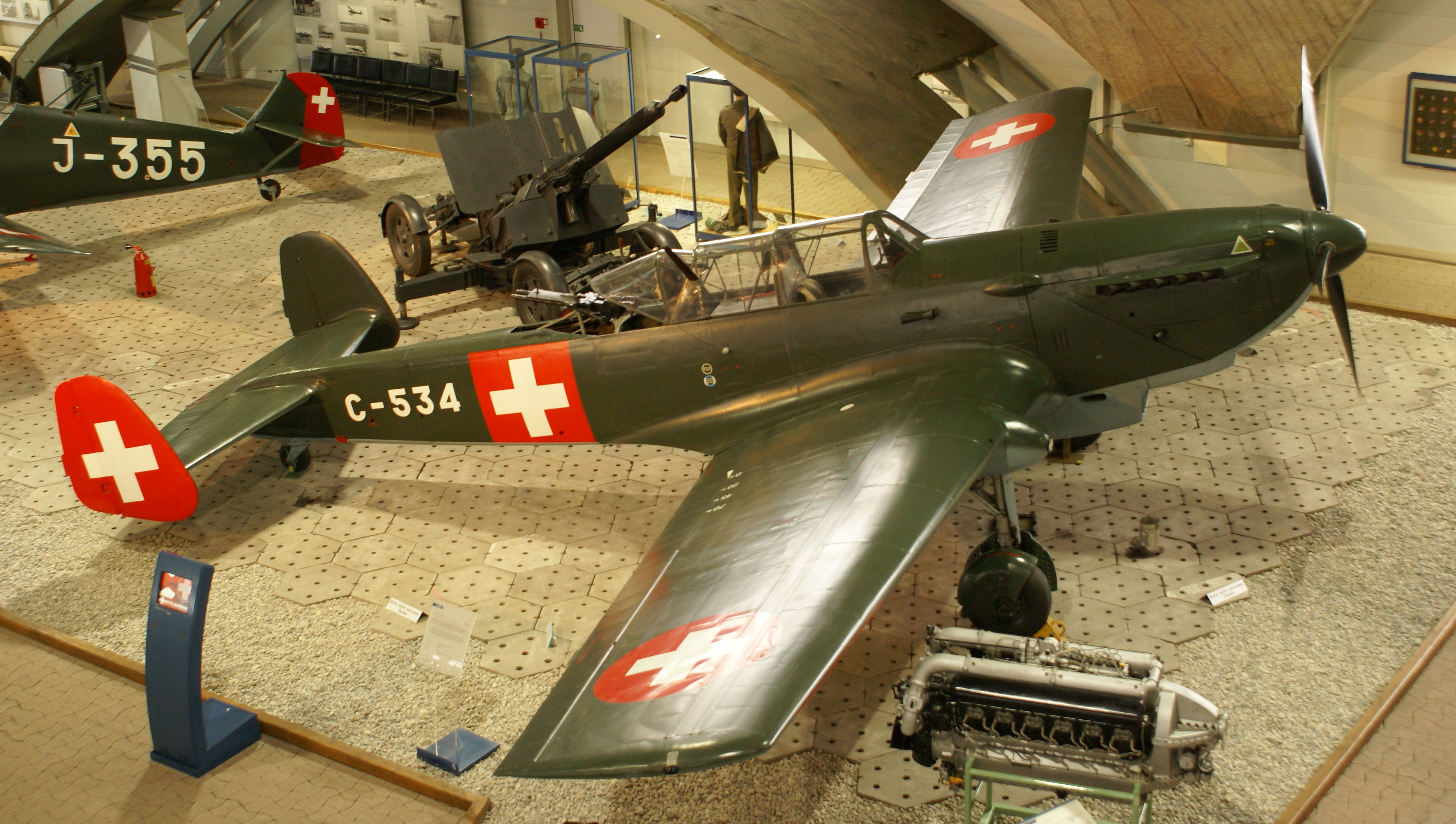
C-3603
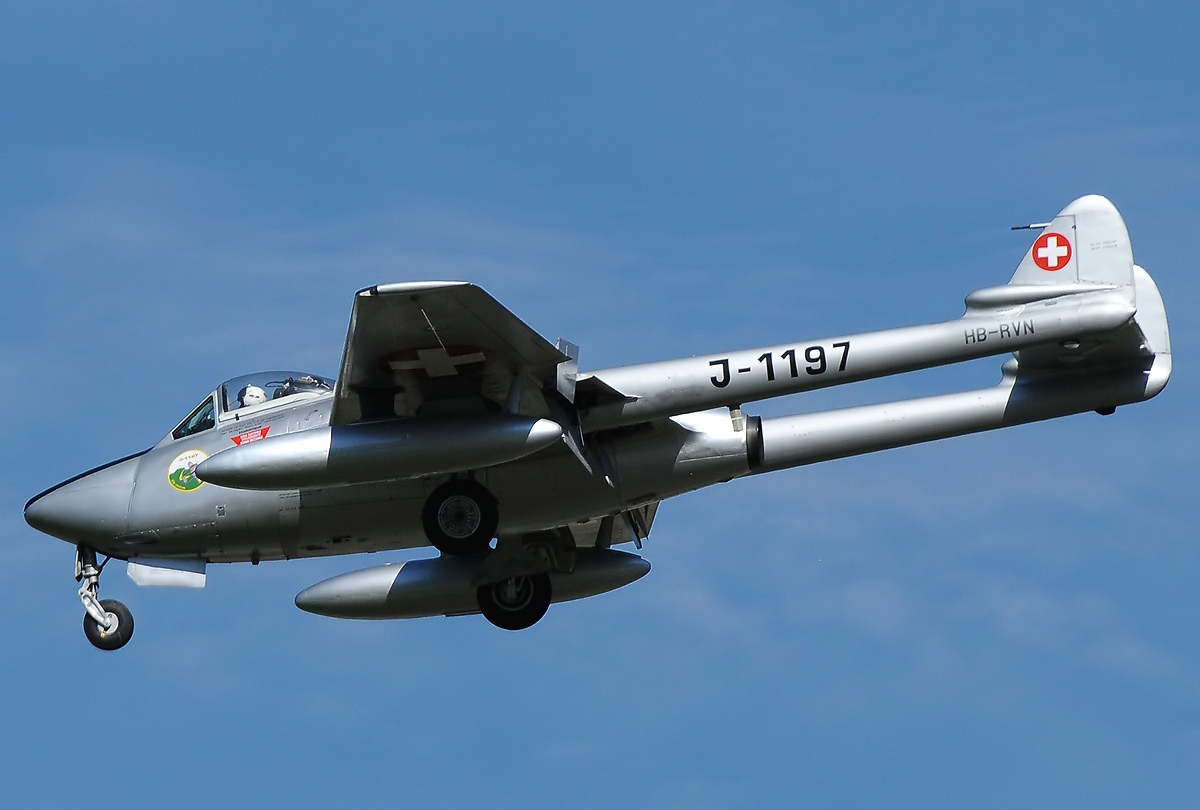
de Havilland DH.100 Vampire
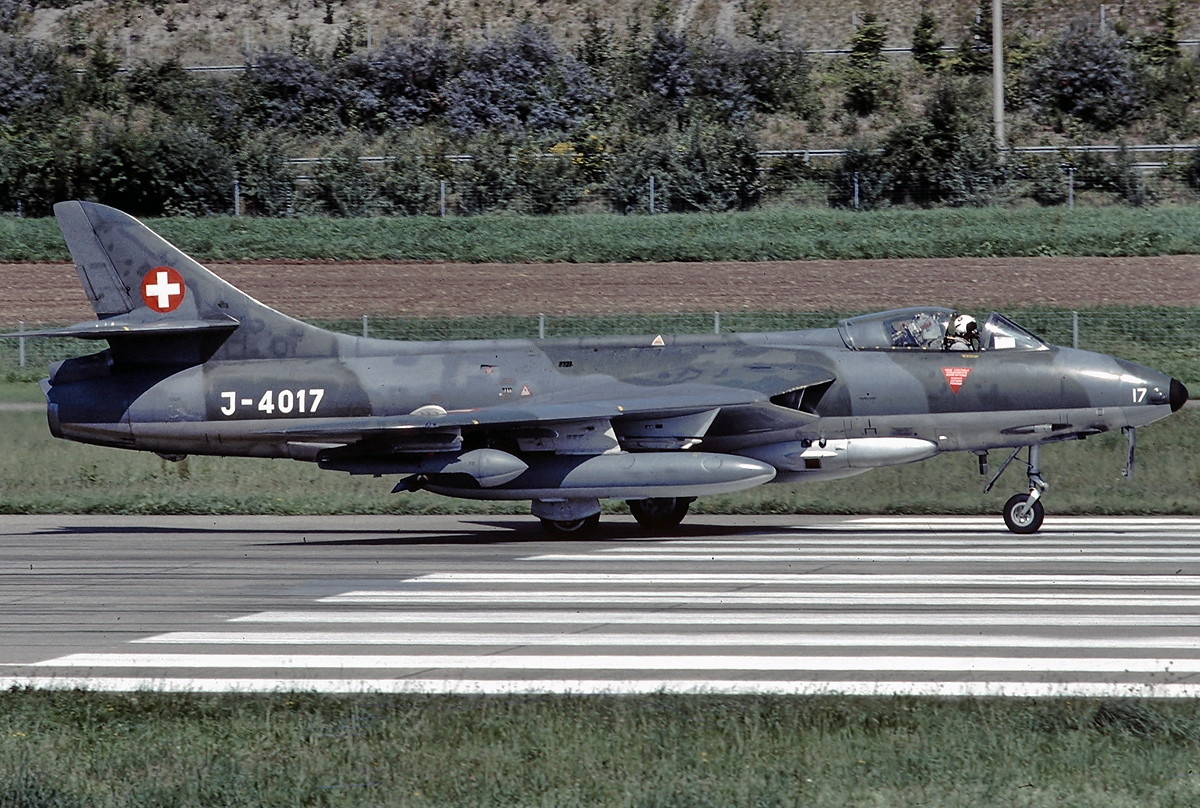
Hawker Hunter
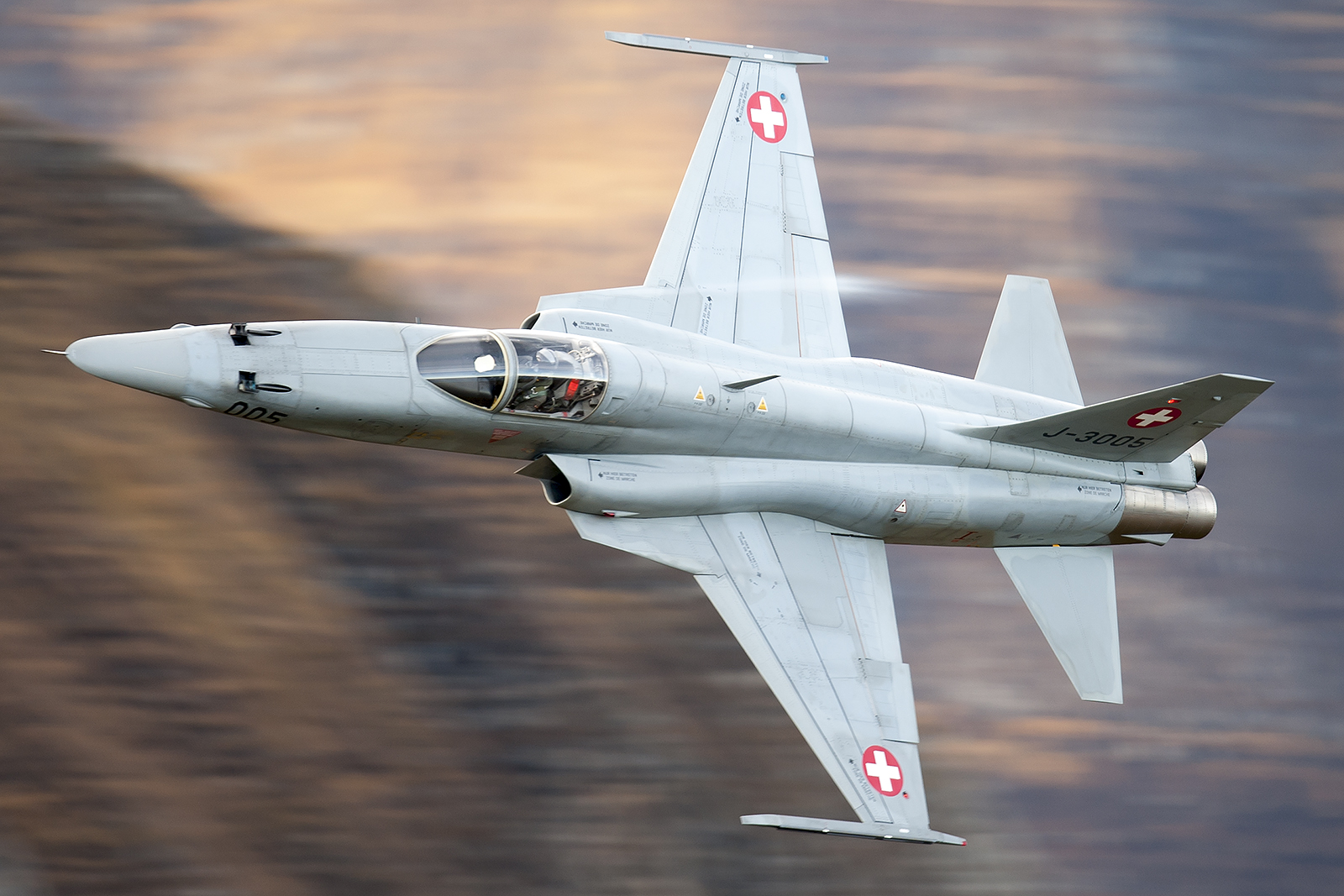
Northrop F-5 Tiger